# توماس وليامز (لاعب كرة قدم)
توماس وليامز (بالإنجليزية: Thomas Williams)‏ هو لاعب كرة قدم أمريكي في مركز الدفاع، ولد في 15 أغسطس 2004 في تيتوسفيل في الولايات المتحدة.

## وصلات خارجية
- توماس وليامز (لاعب كرة قدم) على موقع الدوري الأمريكي (الإنجليزية)
- توماس وليامز (لاعب كرة قدم) على موقع قاعدة بيانات كرة القدم.إي يو (الإنجليزية)
- توماس وليامز (لاعب كرة قدم) على موقع Soccerway.com (الإنجليزية)